# Jun Abe
Jun Abe (阿部 淳, Abe Jun, né en 1955 à Osaka) est un photographe de rue et éducateur Japonais qui vit et travaille à Osaka. Il a publié plusieurs livres présentant des photographies d'individus dans les villes, incluant Citizens : 1979-1973, lauréat du Prix de la société de photographie (Tokyo). Il a été le photographe officiel du groupe de danse de butoh, Byakko-sha de 1982 à 1994.

## Vie et travail
Abe a étudié la photographie au Ōsaka Shashin Senmon Gakkō (aujourd'hui Visual Arts Osaka).
De 1982 à 1984 il a été le photographe officiel de Byakko-sha, un groupe de danse butoh basé à Kyoto,. À ce titre, il a énormément voyagé entre 1982 et 1983.
À partir de 2002, Abe a enseigné à l'université des arts visuels d'Osaka (Visual Arts Osaka). Il a été un membre du collectif de photographe basé à Osaka qui dirige le Vacuum Press depuis 2006. Depuis 2013, il est représenté par la galerie Hatten.

## Livres
- クリーチャーズ...... 神の獣たち = Kurīchāzu: Kami no kemono-tachi = Creaturers. Village, 1989.  (ISBN 4-938598-04-3). Black and white photographs; essay by Isamu Ōsuka (大須賀勇) and artist chronology in Japanese.
- 大阪 = Ōsaka. Osaka: Vacuum, 2007.  (ISBN 9784990328801). Vacuum Press 1. Colour photographs.
- 市民: 1979–1983 = Citizens: 1979–1983. Osaka: Vacuum, 2009.  (ISBN 9784990328832). Vacuum Press 4. Black and white photographs; no captions or other text.
- 黒白ノート: 1996–1999 = Kokubyaku nōto: 1996–1999 = Black & white note: 1996–1999. Osaka: Vacuum, 2010.  (ISBN 9784990328856). Vacuum Press 5. Black and white photographs; no captions or other text.
- マニラ: August, 1983 = Manira: August, 1983 = Manila: August, 1983. Osaka: Vacuum, 2011.  (ISBN 9784990328887). Vacuum Press 7. Black and white photographs; no captions or other text.
- 黒白ノート・2 = Kokubyaku nōto: 2 = Black & white note 2. Osaka: Vacuum, 2012.  (OCLC 827210141). Vacuum Press 9. Black and white photographs; no captions or other text.
- 2001. Osaka: Vacuum, 2013. (OCLC 870254914). Vacuum Press 11. Black and white photographs; no captions or other text.
- Busan. Osaka: Vacuum, 2014. Black and white photographs.
- 1981＜上＞ = 1981 (jō) = 1981: Top. Osaka: Vacuum, 2015. Vacuum Press 14. First volume of a two-volume set. Black and white photographs.
- 1981＜下＞ = 1981 (ge) = 1981: Bottom. Osaka: Vacuum, 2015. Vacuum Press 15. Second volume of a two-volume set. Black and white photographs.
- 1981 コウベ = 1981 Kōbe = 1981: Kobe. Osaka: Vacuum, 2016.
- New York. Osaka: Vacuum, 2017.
- Citizens in Society 1989~1994. Osaka: Vacuum, 2019.

## Expositions (solo)
- 2006 : Black & White Note: Box, Gallery 10:06, Osaka.
- 2012 : Citizens/1983, Gallery Niépce, Tokyo[4].
- 2012/2013 : Citizens, The Third Gallery Aya, Osaka[5].
- 2013 : Black & White Note, Black & White Note 2, Place M Photo Gallery, Tokyo. Related to his Society of Photography Award[6],[7].

## Expositions de groupe
- 2011 : Citizens, Quad Gallery, Format International Photography Festival, Derby, UK, 4 March–8 May 2011.
- 2013 : Paris Photo, Grand Paris, Paris. Presented by The Third Gallery Aya, Osaka.
- 2013 : Citizens, The Third Gallery Aya, Osaka. avec Ishiuchi Miyako. Part of the exhibition Paris Photo 2013.
- 2014 : FotoIstanbul, Istanbul, Turkey, 17 October – 18 November 2014[8].

## Prix et distinctions
- 2013 : Society of Photography Award (Shashin no Kai shō) from the Society of Photography[9].